# Església de la Pietat de la Bisbal d'Empordà
L'Església de la Pietat és una obra del municipi de la Bisbal d'Empordà protegida com a bé cultural d'interès local.

## Descripció
L'edifici de l'església de la Pietat fa cantonada entre el carrer de l'Hospital i la plaça de Benet Mercader, on es troba la façana. És un temple d'una sola nau amb capçalera poligonal. El frontis presenta una portada d'arc escarser emmarcada per una estructura que combina elements del vocabulari clàssic (entaulament, capitells, columnes, ...) amb un ús plenament barroc d'aquest vocabulari (utilització de columnes exemptes als brancals generant espais escenogràfics, profusió de volutes, ...) Damunt l'entaulament s'obre una fornícula oval buida damunt la qual hi ha un gran òcul. L'edifici es corona amb una motllura sinuosa. La torre s'eleva als peus, a l'esquerra. És un element de base quadrada, de construcció recent.

## Història
L'església de la Pietat era la de l'antic Hospital. Va ser construïda el segle xviii en estil barroc. A la façana hi ha la següent inscripció: "IN MEMORIA CAPELLA N.S. PIEDAD. REEDIFICADA 1783". Sembla que el temple va ser bastit amb les donacions dels fidels, i que les obres van ser iniciades el febrer del 1782. La benedicció va tenir lloc el 17 d'agost del 1788.
Durant la batalla de la Bisbal el 14 setembre de 1810, des del seu campanar franctiradors de l'exèrcit de Enrique José O'Donnell van abatre uns quants alemanys de l'exèrcit de François Xavier de Schwarz, que es van refugiar al Castell de la Bisbal.
El campanar de la Pietat, que havia restat inacabat, fou conclòs el 1968 d'acord amb les pautes estilístiques de l'edifici, fet que va originar una forta polèmica a la vila.